# Валериј Владимировић Сташевски
Валериј Владимировић Сташевски (рус. Валерий Владимирович Сташевский; 1882—1945, 1950?) је био руски грађевински инжењер и један од најпродуктивнијих руских архитекта Југославије.

## Биографија
Валериј је рођен 1882 године. Дипломирао је на Николајевској војно-инжењерској академији 1908. године и на Институту грађевинских инжењера цара Николаја I 1911. године. Изградио је главне зграде Школе за аутомобилске официре на Паради Семеновског и Официрској ваздухопловној школи на Волковом пољу у Санкт Петебургу.
Почетком 1920-их емигрирао је у Краљевину Срба, Хрвата и Словенаца. Придружио се Министарству грађевинарства. 1921. године, према његовим пројектима, изграђене су три стамбене зграде. Године 1924, донацијама Руса и Срба његовом пројекту, изграђена је црква Светог Тројства у Београду, у којој је сахрањен генерал Барон Врангел.

Године 1925. почео је да ради самостално, а 1927. године је регистровао своју фирму. Током ових година је изградио манастирску школу у манастиру Раковица у старој српској традицији. До 1944. године испројектовао је 135 кућа за Београд. У Историјском архиву Београда се чува преко хиљаду његових пројеката.
Након Другог светског рата се преселио у Мароко.

## Дела
- Руска црква (Храм Св. Тројице) на Ташмајдану (1924)
- Кућа руских војних инвлида на Вождовцу (1929)

- Музеј аутомобила (Прва модерна гаража у Београду) (1929)
- Иверска капела на Новом гробљу у Београду (1930)
- Школа на Чукарици (1931)
- Клуб љубитеља веслачког спорта ,, Београд” на Ади Циганлији (1935, заједно са сином Џорџом)
- Клуб званичника Народне банке на Топчидеру (1938)